# Mit kosowski

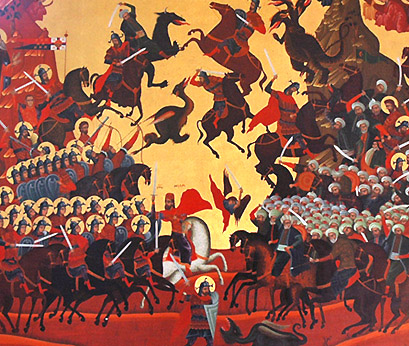
Bitwa na Kosowym Polu, ikona serbska

Mit kosowski, kult kosowski (serb. kosovski mit, kosovski kult, cyrylicą косовски мит, косовски култ) – jeden z mitów historycznych tworzących w ciągu wieków podstawę serbskiej tożsamości narodowej. Opiera się on na przekształconym przez kulturę ludową oraz literaturę hagiograficzną obrazie bitwy na Kosowym Polu, stoczonej w 1389 przez Serbów i ich sojuszników z Turkami, traktując wymienione starcie (niezgodnie z prawdą historyczną) jako druzgocącą klęskę, która przesądziła o upadku Serbii Nemaniczów i opanowaniu Bałkanów przez Imperium Osmańskie. W mitycznym ujęciu bitwy szczególne znaczenie mają postacie księcia Łazarza Hrebeljanovicia, męczennika zamordowanego przez Turków, twórcy szczególnego przymierza Serbów z Bogiem, zabójcy sułtana tureckiego, mściciela Serbii Miloša Obilicia oraz zdrajcy swojego narodu Vuka Brankovicia. Postacie te mają bardzo luźny związek ze swoimi historycznymi pierwowzorami, lub też ich faktyczne istnienie nie jest udowodnione (Obilić).
Mit kosowski w znaczącym stopniu wpływał na kształtowanie się stosunków serbsko-tureckich oraz serbsko-albańskich. Znaczenie Kosowa w kulturze serbskiej, uformowane pod jego wpływem, znajduje bezpośrednie przełożenie we współczesnej polityce Serbii wobec tego terytorium.

## Elementy

### Bitwa na Kosowym Polu

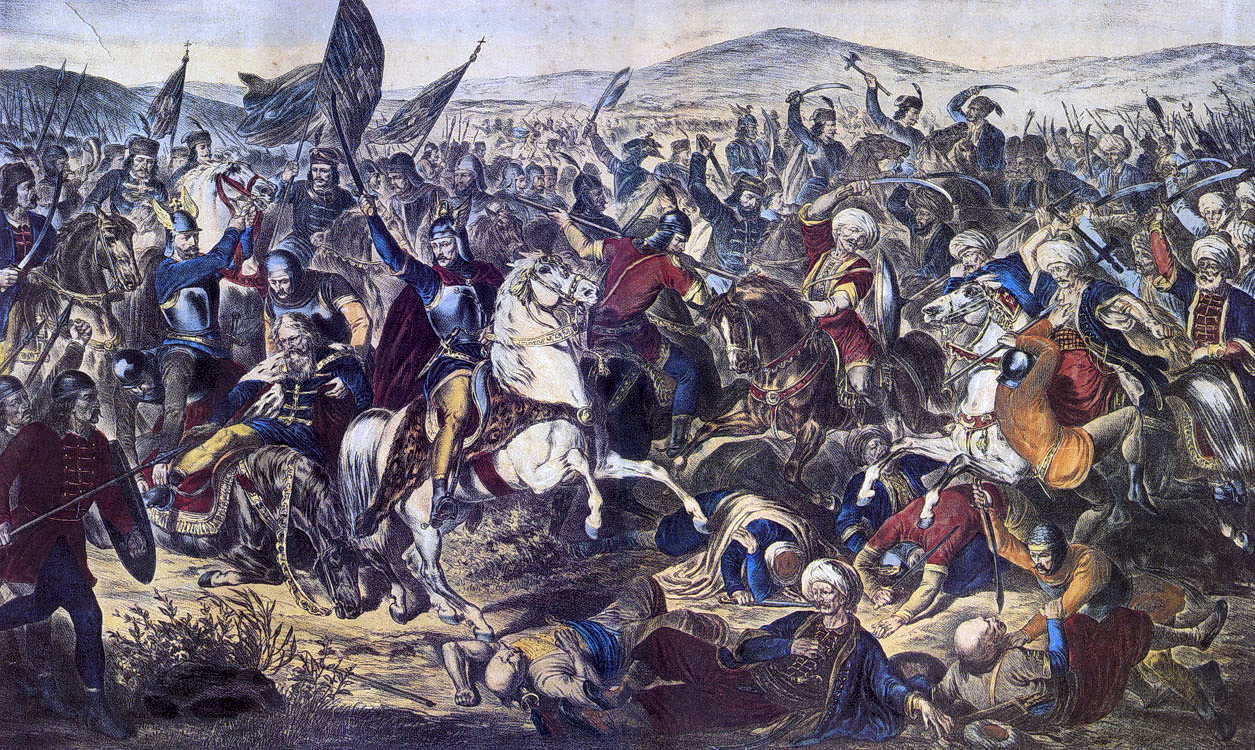
Bitwa na Kosowym Polu, obraz Adama Stefanovicia

W mitycznym ujęciu historii Serbii bitwę na Kosowym Polu uważa się za klęskę Serbów, ostateczny upadek Serbii Nemaniczów i początek okupacji tureckiej. Dzieje się tak mimo faktu, że z militarnego punktu widzenia starcie należy uznać za nierozstrzygnięte, gdyż obie strony wycofały się z powodu poniesionych strat, zwłaszcza śmierci naczelnych wodzów. Ponadto w pierwszych znanych relacjach dotyczących rezultatu bitwy jest ona przedstawiana raczej jako klęska turecka, rzadziej jako bitwa nierozstrzygnięta. Dla podboju Bałkanów przez Turków znacznie większe znaczenie miała bitwa nad Maricą w 1371, praktycznie niefunkcjonująca w pamięci zbiorowej Serbów. Będąc klęską militarną, bitwa na Kosowym Polu jest jednak niezmiennie przedstawiana jako „zwycięstwo w wymiarze duchowym”, zapewniające zbawienie uczestnikom starcia, a także wszystkim Serbom. Mityczny obraz Kosowa zajmuje centralne miejsce w serbskiej mitologii narodowej, całkowicie przesłaniając zgodny z nowymi badaniami historycznymi obraz tego wydarzenia.
Połączenie mitu bitwy kosowskiej jako klęski militarnej z mitem o nadaniu Serbom szczególnej misji za sprawą decyzji ich przywódcy Lazara (patrz sekcja Car Lazar i zawarte przez niego przymierze) sprawiło, iż w ujęciu mitycznym doszło nie tylko do sakralizacji samego starcia, ale i traktowania kolejnych klęsk Serbów jako jego kontynuacji, dowodu, iż dzieje Serbii są „historią świętą”. W tym duchu utrzymane jest Oficjum ku czci św. męczenników serbskich, którzy zginęli od czasów króla Lazara do dziś napisane w latach 50. XX wieku przez biskupa Mikołaja (Velimirovicia), w którym jako święci polegli w obronie narodu i wiary ukazani są na równi uczestnicy bitwy kosowskiej, ofiary represji tureckich oraz Serbowie zamordowani przez ustaszy. Motyw ten obecny był również w pieśniach epickich powstających (i wykorzystywanych do celów propagandowych) w czasie wojny w Bośni.
Rozwinięciem powyższego jest pojawiający się w niektórych utworach ludowych motyw „ciągłości” bitwy kosowskiej, która „w wymiarze duchowym” nigdy się nie kończy. Aktem walki dobra ze złem, jaką uosabia bitwa, staje się każde starcie Serbów z dowolnym przeciwnikiem, w dowolnym miejscu (stąd powstały w czasie wojny w Bośni motyw „Bośni – nowego Kosowa”).

### Kosowo jako przestrzeń sakralna
W pieśniach ludowych powstających po bitwie, w ciągu stuleci (także w czasach współczesnych) Kosowe Pole, a z nim cały region Kosowa, urasta do rangi narodowego sanktuarium (serbska Golgota), kolebki kultury i państwowości serbskiej. W ujęciu mitycznym Kosowo jest miejscem, na którym najpierw dokonała się ofiara całego narodu, następnie zaś jego zmartwychwstanie i „święta zemsta” (patrz sekcja poświęcona Obiliciowi). W związku z tym nawet w wypadku opuszczenia go przez ostatniego Serba musi ono zachować serbski charakter.

### Car Lazar i zawarte przez niego przymierze
Według legendy stanowiącej jeden z kluczowych elementów mitu kosowskiego, w noc poprzedzającą bitwę na Kosowym Polu, Lazara I Hrebeljanovicia odwiedził anioł, który przedstawił mu możliwość wyboru pomiędzy wielkim królestwem na ziemi a Królestwem Niebieskim. Władca wybrał Królestwo Niebieskie, które trwać będzie „na wieki wieków”, zgadzając się na upadek swojego ziemskiego państwa, śmierć własną („za krzyż święty i za wolność złotą”) i walczących razem z nim wojowników, wreszcie klęskę militarną i wszystkie jej polityczne konsekwencje. Tym samym zawarł z Bogiem „przymierze kosowskie” (serb. kosovski zavet), determinujące przyszły charakter narodu serbskiego i jego dziejów. Pieśń Upadek carstwa serbskiego sugeruje nawet szczególne wybraństwo Lazara, którego wybór był z góry zdeterminowany; cała bitwa kosowska powinna być zatem interpretowana jako akt ofiary.
Mit Lazara jako świętego wojownika i męczennika poległego w obronie chrześcijaństwa został w dużej mierze stworzony przez duchowieństwo Serbskiego Kościoła Prawosławnego, którego przedstawiciele opracowali po bitwie na Kosowym Polu szereg hagiograficznych żywotów poległego władcy. Miał na to wpływ fakt, iż Lazar za życia silnie wspierał Cerkiew, był m.in. fundatorem kilku monasterów. Ostatecznie jego kult, jako świętego księcia, został oficjalnie usankcjonowany przez Cerkiew Serbską. Ulegał on dalszemu rozwojowi w ludowej literaturze serbskiej. W pieśniach ludowych poświęcanych Lazarovi wykształcił się jego mit jako szlachetnego wojownika zdradzonego przez jednego z najbliższych towarzyszy – Vuka Brankovicia. Najsłynniejszy z tego typu utworów, Książęca wieczerza, ukazuje Lazara w czasie wieczerzy przed bitwą, czyniąc aluzję do Ostatniej Wieczerzy. Chrześcijańska symbolika tekstów była już na tym etapie mitu używana dość dowolnie. Lazar w kolejnych żywotach (przede wszystkim powstałe w Rawanicy Słowo o księciu Lazarze) jawi się nie tylko jako uosobienie wszelkich cnót (jako człowiek i jako władca), ale i jako ideał wojownika, porównywany z Hektorem.

#### Klątwa kosowska
Epicka ludowa literatura serbska przypisuje Lazarowi wypowiedzenie tzw. klątwy kosowskiej, w której książę przeklinał wszystkich Serbów, którzy nie stanęli do walki z Turkami, życząc im, by ich rody wygasły z braku potomstwa, i by nie rosły żadne zasiane przez nich pokarmy. Klątwę zawiera m.in. pieśń epicka Stefan Musicz.
W nowszych tekstach odwołujących się do mitu kosowskiego jako kontynuator misji Lazara był przedstawiany m.in. Slobodan Milošević.

### Zdrada Vuka Brankovicia
Z postacią szlachetnego i gotowego do wszelkich ofiar Lazara Hrebeljanovicia w sposób szczególny w micie kosowskim kontrastowana jest postać Vuka Brankovicia, który niezgodnie z prawdą historyczną jest przedstawiany jako zdrajca chrześcijan Najstarsze opisy bitwy na Kosowym Polu nie zawierały w ogóle informacji o zdradzie któregoś z serbskich wodzów; pierwsze informacje o nielojalności Brankovicia wobec Lazara pojawiły się w przekazie ustnym ok. 200 lat po bitwie, zaś na piśmie w opracowaniu M. Orbiniego Il Regno degli Slavi z 1601. Zdaniem Doroty Gil negatywny wizerunek Vuka Brankovicia został wykreowany przez rywalizujący z rodem Brankoviciów ród Lazareviciów, zaś w ludowej pamięci zlał się z postaciami autentycznych zdrajców: Vlatka Vukovicia oraz Vuka Lazarevicia. W miarę rozwoju mitu o zdradzie Brankovicia elementem mitu kosowskiego stało się przekonanie, że to jego postawa była główną przyczyną klęski Serbów, gdyż w równym, uczciwym starciu nigdy nie zostaliby pokonani.
Do utrwalenia wizerunku Vuka Brankovicia jako godnego najwyższego potępienia zdrajcy w szczególny sposób przyczynił się Piotr II Petrowić-Niegosz, który w swoim utworze Górski wieniec ukazał go właśnie w ten sposób. Dopiero w XIX wieku w serbskiej literaturze historycznej pojawiła się teza, iż legenda o zdradzie Brankovicia nie ma związku z faktyczną jego postawą; pogląd ten nie budzi obecnie wątpliwości historyków. Mimo tego mityczny obraz postaci Brankovicia pozostaje żywy m.in. w publikacjach i wypowiedziach duchownych Serbskiego Kościoła Prawosławnego. W 1948 biskup Mikołaj (Velimirović) w następujący sposób odniósł się do tej postaci w swoim Kazaniu o neutralnych:

Możnowładca Vuk Branković był typowym neutralnym w tamtych czasach. Został wyklęty, ale nie z powodu tego, że nie przyszedł na Kosowo, ani z powodu tego, że walczył po stronie tureckiej, przeciw Serbom. Nie! Dlatego tylko, że był neutralny podczas bitwy, która zadecydowała o losie Serbii i Bałkanów na pół tysiąca lat. Liczył na to, że w przypadku zwycięstwa Serbów pozostanie z nimi (...). Jeżeli jednak zwyciężą Turcy, myślał, będą mu oni życzliwi, ponieważ nie walczył przeciwko nim. Przeliczył się.

### Święty wojownik Miloš Obilić

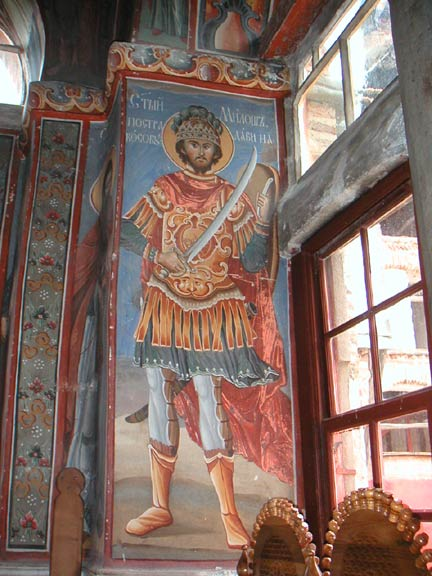
Fresk z serbskiego monasteru Chilandar na górze Athos, ukazujący Obilicia jako świętego rycerza

Drugim obok mitu cara Lazara centralnym elementem mitu kosowskiego jest postać serbskiego rycerza Miloša Obilicia, który miał, udając nawróconego na islam, dostać się do namiotu sułtana Murada I i zabić go sztyletem.
O ile fakt śmierci sułtana w czasie bitwy na Kosowym Polu nie budzi wątpliwości, to osoba jego zabójcy nie jest określona źródłowo. Pierwszym dokumentem mówiącym o zabiciu sułtana w jego własnym namiocie jest list gratulacyjny przesłany przez senat florencki do króla Bośni Tvrtka I w odpowiedzi na jego pismo ogłaszające zwycięstwo nad Turkami. W tekście tym mowa o dwunastu rycerzach, którzy wdarli się do obozu tureckiego, prowadzeni przez nieokreślonego z imienia wojownika; wpadł on ze sztyletem do namiotu Murata, zabijając go na miejscu. Z czasem w pieśniach ludowych i kronikach pojawiło się nazwisko tego ostatniego w różnych wersjach: Miloš Kobilović, Kobilić, Obilić. W tradycji ustnej postać Obilicia stopniowo zyskała popularność znacznie przewyższającą tę, jaką cieszył się oficjalnie uznany za świętego car Lazar. W pieśniach epickich Obilić był opiewany jako bohater walczący w słusznej sprawie, poświęcający własne życie, by pokonać zło, niszcząc wroga. Chociaż Serbski Kościół Prawosławny nigdy nie uznał go za świętego, jego nieformalny kult pojawił się nie tylko w Serbii, ale i na górze Athos. Postać zabójcy sułtana stała się najważniejszym elementem „triady świętości, zdrady i męstwa”, tworzonej oprócz niego przez Lazara i Vuka Brankovicia.
Miloš Obilić ostatecznie stał się centralną postacią mitu kosowskiego w epoce serbskiego romantyzmu, dzięki utworowi Piotra II Petrowicia-Niegosza Górski wieniec. W utworze tym czyn Obilicia został ukazany jako akt obrony przed utratą wiary i tożsamości narodowej, a zatem akt „zemsty sprawiedliwej”, czy wręcz „zemsty uświęconej”, który powinien zostać powtórzony przez walczących o wolność Serbów. Fakt popełnienia zabójstwa został całkowicie usprawiedliwiony przez fakt dokonania go w odpowiedzi na przemoc skierowaną przeciw narodowi. W takiej formie postać Obilicia utrwaliła się w późniejszej kulturze serbskiej. Wiadomo, iż z postacią tą utożsamiał się Nedeljko Čabrinović, jeden z uczestników zamachu w Sarajewie oraz inni członkowie Czarnej Ręki.
Do dalszej radykalizacji mitu Obilicia i „zemsty sprawiedliwej” doszło w czasie wojen bałkańskich. W nowych pieśniach epickich, poprzez rozwinięcie motywu sprawiedliwego zabójstwa jako odpowiedzi na własne krzywdy, dokonano faktycznego usprawiedliwienia wszelkich działań Serbów, uznając je za ich „święty obowiązek”. Tylko zwycięstwo militarne miało bowiem zapewnić ich przetrwanie i dalszą realizację szczególnej misji.

### Jug Bogdan, jego żona i synowie
Inna legenda wchodząca w skład mitu kosowskiego opisuje tragiczne losy rodziny Juga Bogdana, jego nieznanej z imienia żony i dziewięciu synów – ponownie postacie te nie są wzmiankowane w źródłach historycznych. Według legendy wszyscy mężczyźni zginęli w czasie bitwy, zaś samotna matka zmarła z rozpaczy. Jugoviczowie są drugoplanowymi bohaterami pieśni Książęca wieczerza, zaś w całości są im poświęcone pieśni ludowe Śmierć matki Jugoviczów oraz Car Łazarz i caryca Milica. Według tej ostatniej pieśni Jugovicie byli braćmi Milicy, żony Lazara I Hrebeljanovicia. Utwór w szczególny sposób odnosi się do postaci najmłodszego z braci – Boška, który według legendy otrzymał zgodę na rezygnację z udziału w bitwie i pozostanie w zamku książęcym, by opiekować się Milicą. Nie chcąc jednak zostać uznanym za tchórza, Boško mimo to udał się na Kosowe Pole i w czasie bitwy dzierżył w rękach główną chorągiew serbską.
Po 1989, gdy relikwie Lazara Hrebeljanovicia zostały ponownie umieszczone w monasterze Rawanica, grupa Serbów z Kninu ufundowała dla klasztoru wotum – kopię „flagi Jugovicia”.

### Kosowska dziewczyna

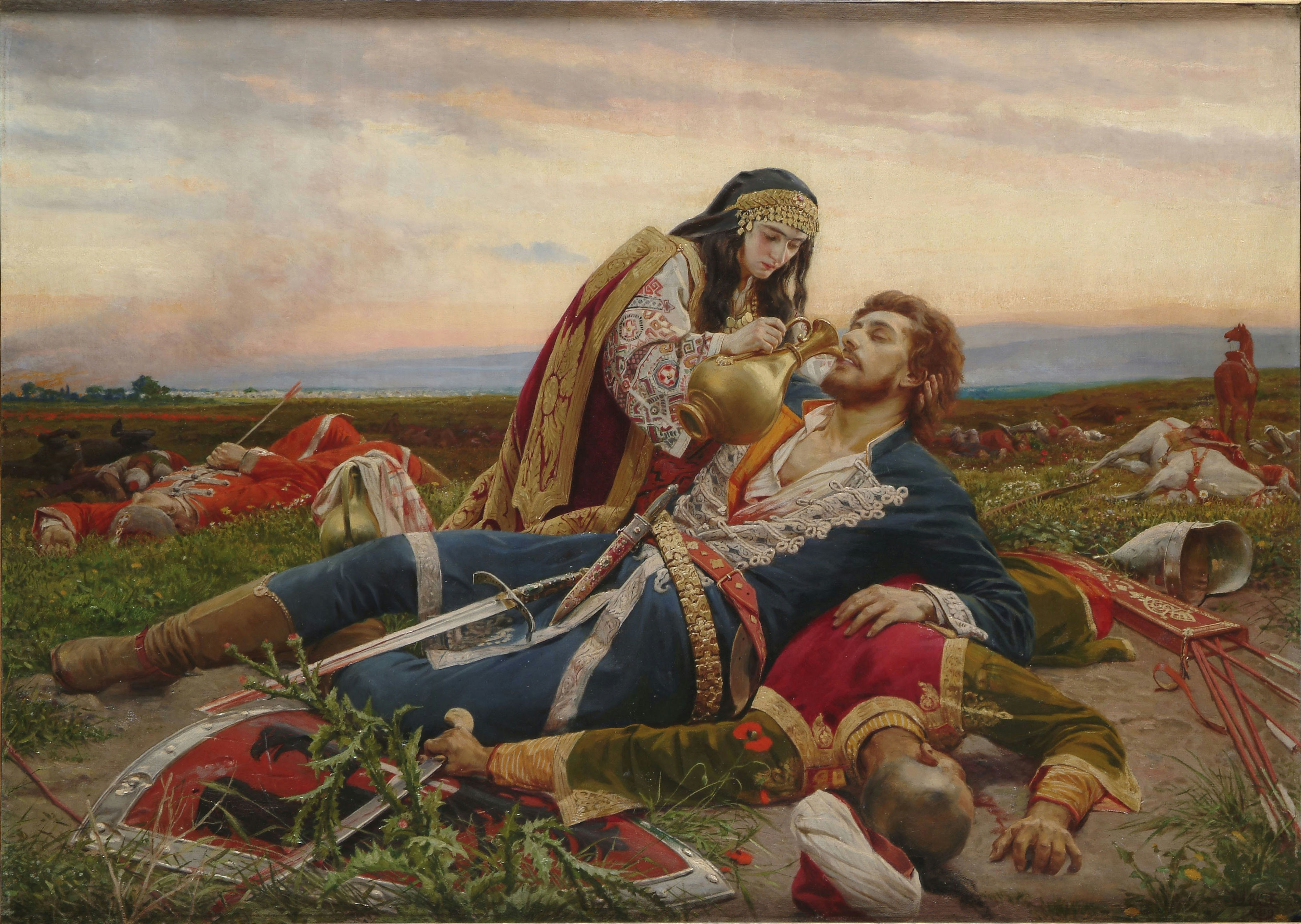
Obraz olejny Uroša Predicia przedstawiający kosowską dziewczynę opiekującą się rannym w bitwie żołnierzem (utożsamianym często z postacią Pavle Orlovicia), 1919

Jedną z postaci związanych z mitem jest nieznana z imienia kosowska dziewczyna, wywodząca się ze zbioru poematów cyklu kosowskiego. Jej historii w całości poświęcona jest pieśń Kosowska dziewczyna – opowiada ona historię młodej narzeczonej rycerza Milana Toplicy, walczącego w armii księcia Łazarza podczas bitwy na Kosowym Polu. Po zakończeniu starcia dziewczyna idzie na pobojowisko w celu znalezienia swojego narzeczonego. Tam jednak dowiaduje się od ciężko rannego w bitwie chorążego Pavle Orlovicia, że Milan poległ w bitwie.
Kosowska dziewczyna pojawia się w serbskiej kulturze jako bohaterka licznych nawiązań, szczególnie w literaturze i sztukach plastycznych.

### Wielka wędrówka Serbów jako kontynuacja bitwy na Kosowym Polu
Swoistą kontynuacją mitu kosowskiego jest mit wielkiej wędrówki (lub precyzyjniej dwóch wielkich wędrówek) Serbów. W końcu XVII w. oraz w I poł. XVIII w. tysiące Serbów opuściło ziemie serbskie kontrolowane przez Imperium Osmańskie i udało się na ziemie monarchii habsburskiej, za pierwszym razem pod przywództwem patriarchy Arseniusza III, za drugim – Arseniusza IV. Do obu wielkich wędrówek doszło po tym, gdy Serbowie czynnie wsparli wojska austriackie, walczące przeciwko Turkom. Imperium Osmańskie opuszczali po zakończeniu wojen austriacko-tureckich, w obawie przed tureckim odwetem. Zwłaszcza pierwsza z wielkich wędrówek została w serbskiej mitologii narodowej spleciona z mitem kosowskim. Zmitologizowana wersja tych wydarzeń głosi, że za Sawę i Dunaj uciekali zwłaszcza Serbowie z Kosowa, co umożliwiło Turkom zasiedlenie tego regionu albańskimi muzułmanami. Część historyków, m.in. Noel Malcolm, podważa taką ocenę, twierdząc, że brak dowodów na masowy exodus Serbów z Kosowa w końcu XVII w., a serbscy uchodźcy, którzy dotarli do monarchii habsburskiej, pochodzili z różnych regionów.